# Port lotniczy Kabis-Matmata
Port lotniczy Kabis-Matmata (IATA: GAE, ICAO: DTTG) – port lotniczy położony w mieście Kabis, w Tunezji.

## Linie lotnicze i połączenia
| Linia Lotnicza   | Kierunek                               |
| ---------------- | -------------------------------------- |
| Tunisair Express | 1. Kafsa 2. Safakis 3. Tauzar 4. Tunis |